# Sven Thorell
Sven Gustaf Thorell (* 18. Februar 1888 in Stockholm; † 29. April 1974 ebenda) war ein schwedischer Segler und Kanute.

Segelriß 12-Fuß-Jolle

## Segeln
Sven Thorell segelte für den Club Stockholms Segelsällskap (SSS) und nahm zweimal an Olympischen Spielen in der Jolle teil. Bei den Olympischen Spielen 1928 in Amsterdam gelangen ihm in der 12-Fuß-Jolle unter allen Teilnehmern die meisten Siege. Er gewann vier der insgesamt acht Rennen und wurde somit Olympiasieger vor Henrik Robert mit drei Siegen und Bertel Broman mit zwei Siegen.
Vier Jahre darauf kam er in Los Angeles in der Snowbird-Jolle nicht über den neunten Rang hinaus.

## Kanusport
Thorell war seit 1905 Mitglied von Föreningen för Kanot-Idrott, dem ältesten Kanuclub Schwedens. Er wurde ab 1908 mehrfacher schwedischer Meister.
Sven Thorell war auch ein Kanudesigner und entwarf Kajaks und Segelkanus. So baut VKV in Västervik immer noch Kanus, die auf seinen Konstruktionen beruhen. Ein klassisches Modell ist Åland von 1917.
Zusammen mit Fritiof Santesson war Thorell 1924 schwedischer Vertreter bei der Gründung der Internationalen Repräsentantenschaft Kanusport (IRK), dem ersten internationalen Kanuverband. Von 1933 bis 1934 war Thorell Präsident des schwedischen Kanuverbandes. Er war auch Herausgeber der schwedischen Kanuzeitschriften Kanotsport und Kanotisten. Thorell stiftete 1970 einen immer noch verliehenen Wanderpokal für Langfahrten.